# Palacio de Al-Azm
El Palacio de Al-Azem es un palacio construido en el siglo XVIII d. C., y está ubicado en el extremo norte del mercado de Al-Buzuriya en la antigua Damasco, Siria, y al norte se encuentra la Gran Mezquita de los Omeyas, con un área total. de 6400 metros cuadrados. Fue construido por el gobernador de Damasco, Ministro Asaad Al-Azm en 1749 d. C. El palacio se considera un modelo de arquitectura islámica avanzada. Su diseño, patrón de construcción, y las decoraciones en piedra, mármol, madera y metal representan una imagen de los edificios de Damasco en la época otomana. Algunos historiadores indican que hay un ala en el palacio que data de épocas anteriores al edificio más feliz del palacio actual, y esta antigua ala se encuentra en la esquina sureste del palacio. El palacio tiene una puerta enorme, y dentro de ella hay una pequeña puerta llamada Bab Khokha. El Palacio Azem fue restaurado en 1954 d. C. para convertirse en uno de los palacios más bellos y maravillosos y ejemplos de arquitectura damascena, y convertido en un museo de tradiciones populares, y el palacio fue restaurado con todas sus secciones y salones internos y externos, y muchos Se equiparon salas que exhiben muchas costumbres y tradiciones y representan el folclore sirio. Es uno de los hitos más importantes de la antigua Damasco en Siria y uno de los edificios islámicos más bellos y bellos. También se considera un modelo del antiguo edificio levantino-damasceno con sus piedras de colores, divisiones, vestíbulos, jardines interiores, fuentes de agua, sus maravillosos y distintivos salones damascenos y sus múltiples secciones. Es uno de los destinos turísticos más importantes del ciudad vieja de Damasco y ha sido elegido como uno de los edificios islámicos más bellos.

## Localización
El palacio ocupa una vasta área de 6.400 metros cuadrados en el corazón de la ciudad vieja de Damasco, Siria. Ocupa una gran parte del Templo de Júpiter Damasceno, que se remonta a la época romana, y se extiende junto a la Mezquita Omeya en el norte y la calle Medhat Pasha en el sur, y se encuentra junto a la histórica Al-Buzuriya. Mercado. El palacio se encuentra en un área casi plana, inclinada de oeste a este a un nivel imperceptible.

## Edificio
Fue construido por Asaad Pasha Al-Azem, el gobernador de Damasco en 1749 d. C., y Asaad eligió este sitio específicamente para mostrar su posición política y social y su fuerza, además de otras ventajas, incluida su proximidad a los mercados y rutas de caravanas, y algunos historiadores creen que el palacio está ubicado sobre las ruinas de un antiguo palacio; Es el palacio del príncipe mameluco Saif al-Din Tankiz, que fue demolido durante la invasión mongola de Damasco por Tamerlán en 1401 d. C.
Y contrató a los trabajadores más calificados para construirlo, con unos 800 trabajadores, y tardó entre dos años" y tres años en construirse, y se utilizaron varias artes damascenas e islámicas en su construcción, que fueron traídas de varios lugares para decorar el palacio.

## La Historia
El Palacio Al-Azem fue construido como una residencia privada por uno de los últimos gobernantes turcos de Siria y se llama Asaad Al-Azm. Fue construido con tres alas, la más grande de las cuales es el ala central, y se llama ala familiar. , o (en turco otomano: el Haramlek). Al sur está el ala de invitados (en turco otomano: Salamlek) y su área es aproximadamente la mitad del área de la suite familiar, y la suite de invitados está destinada a recibir y dar la bienvenida a los huéspedes, ya que está designada para uso oficial. recepciones y negocios. En el norte, hay un ala más pequeña, que se utiliza como centro de tareas domésticas, en la que se ubican la cocina y los almacenes. Originalmente, la suite de invitados era la entrada a la suite familiar, ya que no había contacto disponible entre los suite familiar y el exterior excepto a través de las dos pequeñas alas.
El Alto Comisionado francés lo tomó como su residencia, ya que el gobierno francés compró el ala media del ala familiar en 1922, con un valor de 4000 liras de oro. En ese momento, se realizó una entrada al ala familiar desde el pasillo de entrada principal de la casa, por sus herederos y convertida en un instituto de estudios científicos. El palacio fue severamente dañado durante el bombardeo francés de Damasco durante la revolución siria en 1925 dC,Donde los soldados franceses bombardearon el casco antiguo de la ciudad, y el Palacio Azem quedó muy dañado, ya que el incendio estalló en la sala principal y los baños calientes privados, los techos se quemaron y las partes superiores de las paredes fueron destruidas. . Cuando cesaron los combates, el gobierno francés reconstruyó los edificios destruidos de su propiedad, y las obras de construcción comenzaron de inmediato, y el primer arquitecto en hacerlo fue Lucien Kivaro, junto con Michael Licorad, y en la medida de lo posible se restauró el proceso de restauración a medida que avanzaba. fue, pero fue Hay obstáculos que lo impiden: primero, falta de evidencia, y segundo, falta de materiales y habilidades. En este último caso se aceptó una restauración más simplificada y menos decorada.
En 1930, el gobierno francés donó los edificios para albergar el recién creado Instituto Francés, un Instituto de Estudios Científicos, y Michael recibió el encargo de diseñar una nueva casa para el presidente. Creó un área relativamente vacía, entre las dos suites familiares y para invitados, colocando el área en un lugar difícil de ver desde la suite familiar. El diseño fue muy llamativo, con un diseño completamente moderno, tachonado y construido con hormigón, utilizando materiales originales y yeso para rellenar los vacíos de las obras de hormigón.
El gobierno francés entregó el edificio al gobierno sirio recién independizado en 1946, y el Instituto Francés fue evacuado del edificio. Desde 1946 hasta 1950, la suite de invitados estuvo cerrada, ya que la familia Al-Azem todavía vivía en ella. Antes de dejar el gobierno francés, acordó pagar sumas adicionales para reparar los daños causados por el bombardeo de Damasco y otras ciudades, pero no se realizó ningún mantenimiento a la suite de invitados.
El gobierno sirio compró el resto de la casa en 1951 a la familia Al-Azem, por un valor (100.010 libras). La Dirección General de Antigüedades decidió restaurarlo y construirlo según lo que era, y establecer un museo nacional en el palacio. Este fue el nombramiento de Shafiq al-Imam para supervisar el Palacio Azem y el Museo. Shafiq comenzó a restaurar todo el palacio, comenzando con la suite de invitados, que estaba hecha jirones. El nuevo museo se abrió al público el 13 de septiembre de 1954 d. C., el número de visitantes superó lo esperado, por lo que Shafiq diseñó una nueva escalera para la sala para permitir a los visitantes entrar por un lado y salir por el otro.
Después del éxito del museo, a principios de la década de 1960 se iniciaron los trabajos de restauración en el ala de las mujeres. Esta ala fue destruida durante el bombardeo francés anterior en 1925 d. C. y no fue reparada. Como prueba, se basaron en planos de casas francesas que datan de la década de 1920, así como en descripciones proporcionadas por miembros de la familia Al-Azm.
En 2011 DC, se abrieron salas de exposiciones además de una sala llamada Shafiq Al-Imam en honor a los primeros fundadores del museo.

## Arquitectónico
Todas las fachadas del edificio son de piedra, formada por guijarros blancos junto con flores rojas y negras, y hay una puerta de lujo a la que se puede acceder desde dos escaleras simétricas, y el frente del arco de la puerta está decorado con blanco y rojizo. Piedras entrelazadas En mármol y concha marina brillante. Sobre la corona de la puerta aparece un gran panel decorativo con un marco de piedras de color blanco y rojo, bordeado por un hilo de mármol negro, y en el centro un marco interior decorado con prominentes ornamentos. En el medio de la pintura hay una basmala, un verso y 4 poesías árabes en dos mitades, escritas en thuluth y en oro en cartuchos azules, y estos versos:
En el nombre de Dios, el Más Misericordioso, el Más Misericordioso, la paz sea contigo.
En el nombre de Dios, felicitaciones y alabanza a Dios por la buena mercadería.
Y con suerte y perfección, se construyeron los tesoros del yugo, que mostró su resplandor
Sus predecesores Vahdah en la historia de la industria individual venidera

Amir Hajj Asaad en perfección Dios dotó con un salón de honor

Las ventanas del palacio son en su mayoría rectangulares con arcos bajos, y cada una está coronada por un panel de mármol blanco y estuco rojizo, con una decoración de mosaico de estuco, no todos los paneles son iguales, pero son similares y armoniosos. En cuanto a las ventanas superiores, Sirve de lucernario para el recibidor de techo alto, hay dos ventanas altas y estrechas que ascienden directamente a la puerta, ventanas rectangulares con hornacinas circulares simétricas que se alternan a los lados. Los frentes de los arcos, sus curvas y las paredes de los jarrones están adornados con delicados ornamentos geométricos con lóbulos de colores, con una distintiva y hermosa variación, y hay nichos entre los nichos del iwan, adornados con lámparas antiguas. En cuanto a los marcos de las ventanas superiores, están hechos de piedra de ladrillo suave y están decorados con prominentes motivos geométricos y defensas caladas, y los capiteles de las columnas están adornados con varios muqarnas árabes. Los cierres de puertas y ventanas de madera se caracterizan por hilos entretejidos geométricos locales con anillos de cobre perforados. Un mosaico está instalado en el umbral del pasillo y está compuesto por ventanas de mármol de colores. 

## El Museo
El Centro de Documentos Históricos tiene muchos documentos que se remontan a la antigüedad, que suman cinco millones de documentos y manuscritos, además de contener fotografías antiguas de reyes, políticos y la vida pública en Siria en ese momento, Y las órdenes reales otomanas, registros judiciales y escrituras de propiedad, además de la sección de documentos oficiales emitidos por los gobiernos sirios entre los años 1920-1966 d. C., e incluyen decretos republicanos, decisiones ministeriales, documentos relacionados con las fronteras y el mandato francés sobre Siria, así como los archivos del Boletín Oficial de Siria desde 1919 hasta la actualidad Además, el museo contiene 15 salas que contienen las cosas más destacadas relacionadas con el pasado sirio, y hay muñecos representativos que simulan y encarnan lo que fue el pasado.